# Hoya revolubilis
Hoya revolubilis är en oleanderväxtart som beskrevs av Ying Tsiang och P. T. Li. Hoya revolubilis ingår i släktet Hoya och familjen oleanderväxter. Inga underarter finns listade i Catalogue of Life.